# Aristolochia auricularia
Aristolochia auricularia är en piprankeväxtart som beskrevs av Pierre Edmond Boissier. Aristolochia auricularia ingår i släktet piprankor, och familjen piprankeväxter. Inga underarter finns listade i Catalogue of Life.